# 2 Tone Records
2 Tone Records var ett brittiskt skivbolag, specialiserat på ska- och reggaemusik med influenser av punkrock och pop.
Jerry Dammers, medlem i skabandet The Specials startade bolaget 1979. Det lade grunden för 2 Tonemusiken och den kulturella rörelsen, som blev populär bland skinheads, "rudies" och bland grupper som ville återuppliva modskulturen. Bolaget lades ner i och med The Specials splittring 1985. 2 Tone Records signade The Selecter, Madness och The Beat, men alla hade hoppat av inom två år. I kontraktet med 2 Tone Records bestämdes det att ett band bara behövde göra en singel och sedan fick fria händer, vilket var ovanligt i skivindustrin. Både Madness och The Beat utnyttjade klausulen; Madness bytte till Stiff Records och The Beat startade sitt eget Go-Feet.
Även om 2 Tone Records främst var förknippat med skans återkomst, gjordes det också försök att utöka bolagets musikutbud, till exempel genom att släppa skivor med bl.a. Elvis Costello och The Higsons. Det var Jerry Dammers, tillsammans med Horace Panter, som skapade bolagets logotyp.

## 2 Tone Records artister
- The Apollinaires
- Bad Manners
- The Beat
- The Bodysnatchers
- Elvis Costello & The Attractions
- The Friday Club
- The Higsons
- JB's Allstars
- Madness
- Rhoda
- Rico Rodriguez
- The Selecter
- The Special AKA
- The Specials
- The Swinging Cats

## 2 Tone Records diskografi

### Studioalbum
- The Specials – Specials - CDL TT 5001
- The Selecter – Too Much Pressure - CDL TT 5002
- The Specials – More Specials - CHR TT 5003
- Rico Rodriguez – That Man Is Forward - CHR TT 5005
- Rico Rodriguez - Jamo Rico – CHR TT 5006
- The Special AKA - In The Studio – CHR TT 5008

### Samlingsalbum
- The Specials – The Specials Singles - CHR TT 5010
- The Specials – Live At The Moonlight Club - CHR TT 5011
- Blandade artister – The Best Of 2 Tone - CHR TT 5012
- Blandade artister – Dance Craze - CHR TT 5004
- Blandade artister – This Are Two Tone - CHR TT 5007
- Blandade artister – The 2 Tone Story (dubbel-LP) - CHR TT 5009

### Singlar
- TT1/TT2 The Special AKA – Gangsters / The Selecter (singel med dubbel A-sida, tillsammans med The Selecter)
- CHS TT3 Madness – The Prince / Madness
- CHS TT4 The Selecter – On My Radio / Too Much Pressure
- CHS TT5 The Specials – A Message To You Rudy / Nite Klub (med Rico)
- CHS TT6 The Beat – Tears Of A Clown / Ranking Full Stop
- CHS TT7 Elvis Costello & The Attractions – I Can't Stand Up For Falling Down / Girl's Talk (outgiven, 13 000 ex. gavs ut på spelningar)
- CHS TT7 The Special AKA – Live EP: Too Much Too Young / Guns Of Navarone / Skinhead Symphony (Longshot) / Kick De Bucket / Liquidator / Skinhead Moonstomp
- CHS TT8 The Selecter – Three Minute Hero / James Bond
- CHS TT9 The Bodysnatchers - Let's Do Rock Steady / Ruder Than You
- CHS TT10 The Selecter – Missing Words / Carry Go Bring Come
- CHS TT11 The Specials – Rat Race / Rude Buoys Outta Jail
- CHS TT12 The Bodysnatchers – Easy Life / Too Experienced
- CHS TT13 The Specials – Stereotype / International Jet Set
- CHS TT14 The Swinging Cats – Mantovani / Away
- CHS TT15 Rico Rodriguez – Sea Cruise / Carolina
- CHS TT16 The Specials – Do Nothing / Maggie's Farm
- CHS TT17 The Specials – Ghost Town / Why? / Friday Night, Saturday Morning
- CHS TT12 17 The Specials – Ghost Town (förlängd) / Why? (förlängd) / Friday Night, Saturday Morning
- CHS TT18 Rhoda & The Special AKA – The Boiler / Theme From The Boiler
- CHS TT19 Rico Rodriguez & The Special AKA – Jungle Music / Rasta Call You
- CHS TT20 The Apollinaires – The Feeling's Gone / The Feeling's Back
- CHS TT12 20 The Apollinaires – The Feeling's Gone (Dance Mix) / The Feeling's Back / The Bongo Medley (Extremely Long Version)
- CHS TT21 The Higsons – Tear The Whole Thing Down / Y Lang, Y Lang
- CHS TTS1 The Apollinaires – Envy The Love / Give It Up / Tear The Whole Thing Down / Y Lang, Y Lang (delad med The Higsons)
- CHS TT22 The Apollinaires – Envy The Love / Give It Up
- CHS TT12 22 The Apollinaires – Envy The Love / Give It Up (12")
- CHS TT23 The Special AKA – War Crimes / Version
- CHS TT10 23 The Special AKA – War Crimes / Version (10")
- CHS TT24 The Higsons – Run Me Down (långa versionen) / Put The Punk Back Into Funk, Parts I & II
- CHS TT12 24 The Higsons – Run Me Down / Put The Punk Back Into Funk, Parts I & II (12")
- CHS TT25 The Special AKA – Racist Friend / Bright Lights
- CHS TT12 25 The Special AKA – Racist Friend / Bright Lights / Racist Friend (Instrumental) / Bright Lights (Instrumental) (12")
- CHS TT26 The Special AKA – Nelson Mandela / Break Down The Door!
- CHS TT12 26 The Special AKA – Nelson Mandela / Break Down The Door! (12")
- CHS TT27 The Special AKA – What I Like Most About You Is Your Girlfriend / Can't Get A Break
- CHS TT12 27 The Special AKA – What I Like Most About You Is Your Girlfriend (förlängd version) / Can't Get A Break (12") (Affisch medföljde de första exemplaren)
- CHS TT 272 The Special AKA – What I Like Most About You Is Your Girlfriend / Can't Get A Break / War Crimes / Version (tvåpack, inkl. "War Crimes"-singeln)
- CHS TT28 The Friday Club – Window Shopping / Window Shopping (Instrumental)
- CHS TT12 28 The Friday Club – Window Shopping / Window Shopping (Instrumental) (12")
- CHS TT29 JB's Allstars – The Alphabet Army / Al. Arm
- CHS TT12 29 JB's Allstars – The Alphabet Army / The Alphabet Army (version med stråkinstrument) / The Alphabet Army (Radioversionen) / Al. Arm (12")
- CHS TT30 The Specials – Ghost Town / Ghost Town Dub '91
- CHS TT12 30 The Specials – Ghost Town / Why? / Ghost Town Dub '91 / Version (12")
- CHS TT31 Blandade artister – The 2 Tone EP: Gangsters (The Special AKA) / The Prince (Madness) / On My Radio (The Selecter) / Tears Of A Clown (The Beat)